# Batman Returns (игра, Aspect)
Batman Returns (яп. バットマンリターンズ Баттоман Рита:ндзу, «Бэтмен возвращается») — компьютерная игра в жанре платформер, повествующая о приключениях супергероя Бэтмена, основанных на одноимённом кинофильме 1992 года «Бэтмен возвращается». Версии, выпущенные Sega для Sega Master System и Sega Game Gear, разрабатывались компанией Aspect.

## Сюжет
Пингвин создаёт армию радиоуправляемых пингвинов, с помощью которых надеется покорить Готэм. Бэтмен должен добраться до логова Пингвина и помешать ему.

## Игровой процесс
Уровни (улицы и здания Готэма, логово Пингвина) оформлены в виде двухмерной графики. Они представляют собой замкнутые локации, на которых расположены враги и препятствия; в конце большинства уровней находятся боссы. Во всех уровнях, за исключением финального, есть возможность выбирать направление будущего маршрута в начале уровня.
Игрок, управляя Бэтменом, перемещается по уровням, уничтожает врагов и собирает полезные предметы. В арсенале персонажа есть «бэтаранги» и гарпун. «Бэтаранги» используются для борьбы с врагами, а гарпун — для того чтобы добираться до некоторых врагов и недоступных возвышенностей.
Версии Sega Master System и Sega Game Gear не сильно отличаются между собой. Существенным отличием является повышенная сложность для версии Master System — у персонажа отсутствует шкала здоровья, и он гибнет о первого же удара. Отчасти повышенная сложность компенсируется большим количеством дополнительных жизней, разбросанных по уровням.

## Оценки
Французское издание Joystick присудило версии игры для Game Gear оценку 80 %.